# Inferno (Fahrgeschäft)

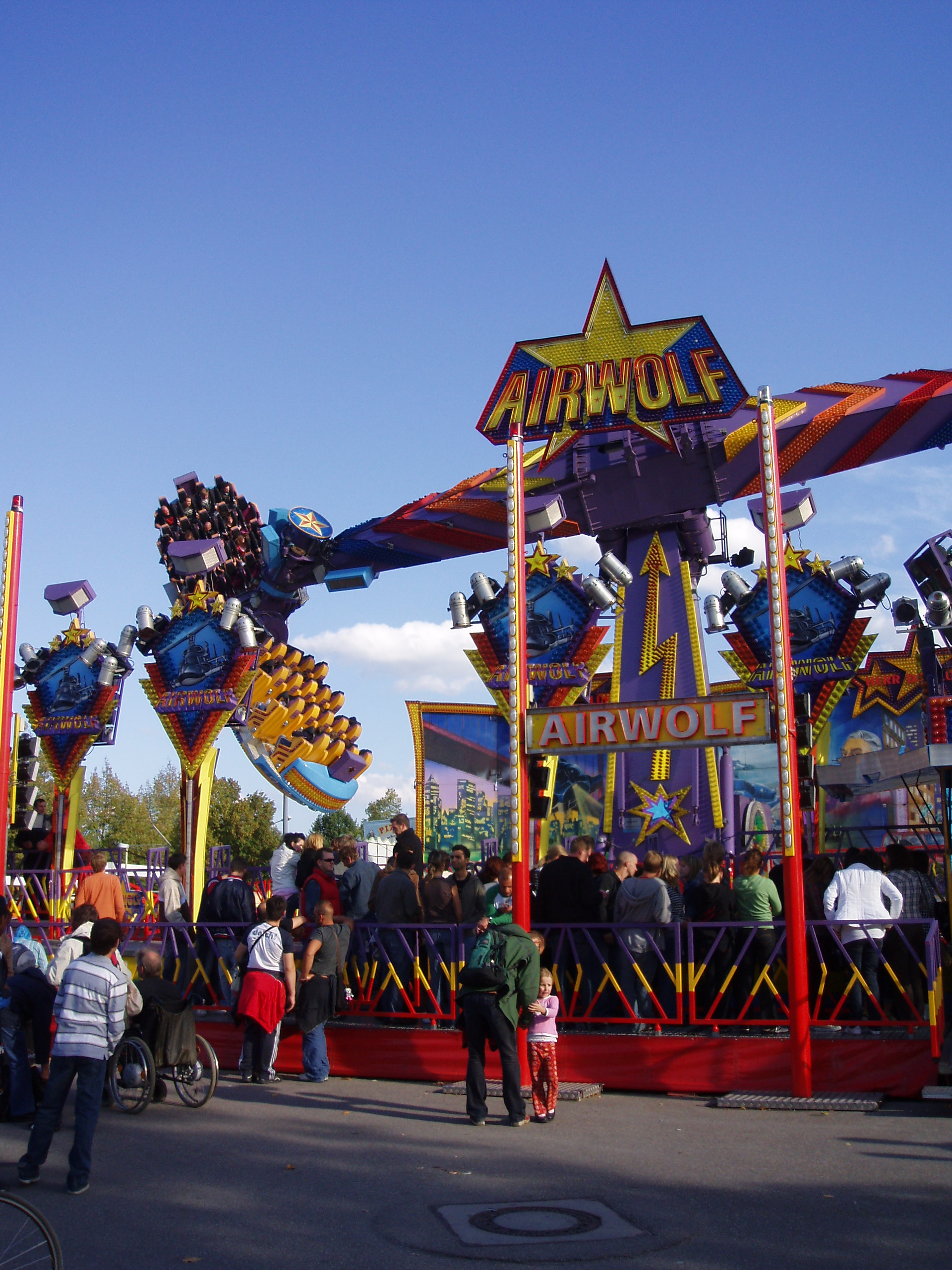
Der Airwolf auf dem Cannstatter Volksfest 2007

Beim Inferno handelt es sich um ein Hochfahrgeschäft des niederländischen Herstellers Mondial Rides.

## Geschichte
Die ersten Beschreibungen und Zeichnungen zu diesem Geschäft waren bereits im März 1995 in Fachzeitschriften zu betrachten. Die veröffentlichten Pläne zeigten ein Fahrgeschäft mit einem bis zu diesem Zeitpunkt noch nie da gewesenen Bewegungsablauf.
Das erste Exemplar dieses Geschäftstyps mit dem Namen „Night Fly“ hatte im gleichen Jahr unter der Regie des Münchener Schaustellers Alfons Kaiser in Paderborn seine Premiere. Der zuerst geplante Premierenplatz, das Heinerfest in Darmstadt musste aus technischen Gründen abgesagt werden. Im Jahre 1999 verkaufte Alfons Kaiser seinen „Night Fly“ an seinen Münchener Kollegen Eduard Rosai.
Ebenfalls im Jahr 1995 debütierte der Bonner Schausteller Willi Kipp mit seinem Exemplar namens „Newcomer“. Der Premierenplatz war der Oldenburger Kramermarkt. Das Geschäft wurde im Jahr 2000 an die Firma Welte verkauft.
Beide Geschäfte, sowohl „Night Fly“ als auch „Newcomer“, wurden im Jahre 2005 nach Frankreich weiterverkauft. Der „Night Fly“ steht seit 2016 als Soaring Timbers im Canada’s Wonderland. Der „Newcomer“ steht wieder bei Mondial auf dem Betriebshof.
Das dritte und bis dato letzte gebaute Geschäft dieses Typs, genannt „Airwolf“, hatte im Jahre 1996 auf dem Schützenfest Hannover unter der Regie von Schausteller Max Eberhard seine Premiere. Dieser reiste bis zum Ende der Saison 2015 mit dem „Airwolf“. Ab 2016 war das Fahrgeschäft eingelagert, bis schließlich 2019 der Schausteller Thomas Weber aus Herford dieses übernahm. Nach umfangreichen Überholungen und Neuerungen technischer und optischer Art im Jahr 2021, welcher bei der SAD Maschinenbau GmbH in Voerde vollzogen worden ist, ging das Fahrgeschäft trotz der sehr knappen „ersten Fertigstellung“ 2022 zum Sommerdom in Hamburg als erneute Premierenvorstellung wieder ans Netz und wurde vom „Dom-Papst“ nach einer Testrundenfahrt getauft. Zu den Überholungen zählte eine Generalüberholung, die unter anderem den Austausch der gesamten Technik beinhaltete, welche bereits an vielen Stellen massive Schäden aufwies. So wurden die ganzen Beleuchtungseinheiten auf LED der neuesten Generation umgerüstet, die Sicherheitsrückhaltebügeltechnik vollständig ersetzt, alle Trittbleche sandgestrahlt und zum Teil neu angefertigt und nun auch in der Gondel selbst, hinter jedem Sitz ein Lautsprecher eingebaut. In der Konzeption von Thomas Weber sollte der „Airwolf“ in eine neue Galaxie vorstoßen, welches gesamtheitlich dadurch erreicht worden ist, da man das Farbkonzept und die Elementausgestaltung einem völlig neuem Motto unterworfen hatte. Um die Premiere auf dem Hamburger Dom feiern zu können, ließ man sämtliche „Dekorationsgegenstände“ weg, die zu diesem Zeitpunkt noch nicht fertig waren – ebenso fuhr der Airwolf in seinen ersten 4 Wochen Betriebszeit nur mit teilweiser Beleuchtung, da die gleichzeitige Schaltung von Gondelbeleuchtungsbetrieb mit Rückwandbeleuchtung nicht funktionierte. Anfänglich ließ man daher die Beleuchtung der Rückwand aus – inzwischen wurde auch dieses Problem gelöst. Neu und erst befremdlich war auch das Fehlen des Sterns am Ende des Gegengewichtes, welcher in der Konzeption zum Neuaufbau des Airwolf noch aufgeführt war. Dieser soll nach derzeitigen Kenntnisstand aber noch bzw. wieder hinzugefügt werden. Mit der Übernahme des Airwolf's durch Thomas Weber hat sich auch der Titel des Fahrgeschäftes im erweiterten Sinne geändert. Hieß es damals „Airwolf – Der Herr der Lüfte“, bezeichnet man ihn heute offiziell als „Airwolf – Sky Control“. Das heutige Gesamtfarbschema ist in Grau, Gelb und mit roten Elementen ausgestattet. Der Gondelarm weist eine grau-metallisch wirkende Lackierung auf und verfügt nur noch über wenig Beleuchtungseinheiten. In unterschiedlich abendlichen Zeitstunden, praktiziert der Fahrgeschäftebetreiber eine Laser-Licht-Show mit Nebeleffekten, was auch als eines der neuen Highlights bekannt geworden ist und zur Premiere in Hamburg 2022, vorgeführt wurde.

## Aufbau
Aus der Podiumskonstruktion, welche zum Ein- und Aussteigen dient, ragt ein um 45° nach vorne geneigter Mittelmast empor, an dessen oberem Ende ein 22 m langer Arm drehbar befestigt ist. An einem Ende trägt der Arm die Gondel, die motorisch um die Längsachse des Arms und freischwingend um ihre eigene Längsachse jeweils um volle 360° drehbar ist. In der Längsachse ist die Gondel zweigeteilt; die beiden Hälften können sich unabhängig voneinander um die Längsachse überschlagen. Das andere Ende des Arms trägt ein Gegengewicht. Um der Gondel die nötige Bewegungsfreiheit zu geben, wird das Einstiegspodium vor Fahrtbeginn pneumatisch abgesenkt.
Durch das Zusammenspiel der motorischen Bewegungen und der freischwingenden Gondel ist ein interessanter Fahrablauf realisierbar, welcher trotz der Bewegungsvielfalt als magenschonend gilt.

## (Ehemals) reisende Exemplare
Die drei reisenden Exemplare unterschieden sich in ihrer Aufmachung deutlich.
Kaisers „Night Fly“ wurde überwiegend in Gelb-, Orange und Rottönen lackiert, die Rückwand zierten Fantasymotive.
Kipps „Newcomer“ trug auf der Rückwand ebenfalls Fantasymotive, jedoch wurde das Geschäft selbst von der Firma afaw im Industrielook gestaltet und zeichnete sich durch viele Details wie „rostige“ Niete, undichte aufgemalte Rohrleitungen und Schilder aus. Mittlerweile wurde das Geschäft in Frankreich umlackiert und kommt seitdem eher schmucklos daher.
Eberhards „Airwolf“ wurde hauptsächlich in lila, goldgelb, nachtblau und orange lackiert und designerisch mit Elementen der Fernsehserie Airwolf ausgestattet. Als große Besonderheit ist zu erwähnen, dass der große Schriftzug in der Mitte des Arms, anders als bei den anderen beiden Modellen dieses Fahrgeschäftstyps, sich nicht mitdreht, sondern stets aufrecht und lesbar bleibt. Auch technisch unterscheidet sich der Airwolf von seinen Geschwistern; erstmals kamen bei diesem Exemplar Hydraulikantriebe statt der Elektromotoren zum Einsatz, da letztere den dynamischen Belastungen des Fahrtablaufs oftmals nicht gewachsen waren.

## Besonderheiten / Interessante Details
- Vier Transporter sind notwendig, um einen „Inferno“ von einem Platz zum nächsten zu fahren
- Der Fahrpreis bei der Premiere des „Night Fly“ betrug 7 DM
- Der Night Fly wurde noch im Premierenjahr zum Oktoberfest in München zugelassen
- Keines der gebauten Exemplare trägt oder trug den vom Hersteller erdachten Namen
- Der Hersteller Nauta-Bussink, ebenfalls Niederlande, plante ein ähnliches Fahrgeschäft (Arbeitstitel Transformer), welches jedoch nie realisiert wurde. Der „Airwolf“ sollte zunächst ein Exemplar dieses Typs werden; man entschied sich dann aber doch für das Modell „Inferno“ vom Hersteller Mondial.
- Premiere 2022 des „Airwolf“ auf dem Hamburger Dom, nach aufwendigem Neuaufbau und Gestaltung des Fahrgeschäfts unter der Regie von Thomas Weber
- „Airwolf – Sky Control“ (2023) mit kompletter LED-Beleuchtung, Laser-Show, Licht- und Nebeleffekten in den Abendstunden

## Hersteller
- Mondial Rides